# Vine Linux
Vine Linux je linuxová distribuce s integrovaným japonským prostředím. Její vývoj začal v roce 1998 šesti členy Projektu Japonského Rozšíření (JPE) a je vyvíjen s pomocí mnoha členů a dobrovolníků. Vine seed, vývojářská verze Vine Linuxu je veřejný softwarový repositář do kterého mohou vstoupit a zapojit se všichni vývojáři. Většina jeho programů má podporu kanji znaků a samozřejmostí je japonská klávesnice s možností psaní hiragany i katakany. Systém se vyznačuje především rychlostí a podporou pro starší osobní počítače a notebooky. Při instalaci je možné si vybrat ze dvou jazyků, japonštiny a angličtiny, a poté si mezi nimi v systému přepínat. Za zmínku také stojí poměrně vysoká výdrž baterie při použití v netbooku.

## Historie vydání
| Verze | Kódové označení      | Datum vydání | Podpora do   |
| ----- | -------------------- | ------------ | ------------ |
| 1.0   | Nahe                 | 1999-03-28   | 2000-01-11?  |
| 1.1   | Rheingau             | 1999-06-04   | 2000-01-11?  |
| 2.0   | Sociando-Mallet      | 2000-04-14   | 2003-04-07?  |
| 2.1   | Cissac               | 2000-11-04   | 2003-04-07?  |
| 2.1.5 | Calon-Segur          | 2001-03-24   | 2003-04-07?  |
| 2.5   | Domaine de Chevalier | 2002-04-15   | 2006-02-28?  |
| 2.6   | La Fleur de Bouard   | 2002-10-25   | 2006-02-28   |
| 3.0   | Valandraud           | 2004-08-02   | 2007-11-22?  |
| 3.1   | Pichon Lalande       | 2004-11-26   | 2007-11-22?  |
| 3.2   | Ducru Baucaillou     | 2005-09-18   | 2007-11-22   |
| 4.0   | Latour               | 2006-11-22   | 2010-08-24?  |
| 4.1   | Cos d'Estournel      | 2007-02-22   | 2010-08-24?  |
| 4.2   | Lynch Bages          | 2007-12-25   | 2010-08-24   |
| 5.0   | Lafite               | 2009-8-24    | Nerozhodnuto |
| 5.1   | Cheval Blanc         | 2010-02-26   | Nerozhodnuto |
| 5.2   | Palmer               | 2010-11-30   | Nerozhodnuto |
| 6.0   | Haut Brion           | 2011-08-06   | Nerozhodnuto |
| 6.1   | Pape Clement         | 2012-7-30    | Nerozhodnuto |